# Werner Cohn (Soziologe)
Werner Cohn (geboren 24. März 1926 in Berlin; gestorben 19. Oktober 2018 in Brooklyn, New York) war ein kanadischer Gesellschaftswissenschaftler, der zur Soziologie von Juden und Sinti und Roma sowie zu politischer Soziologie veröffentlicht hat. Er war Professor an der University of British Columbia.

## Leben
Werner Cohn wuchs in einer Berliner jüdischen Familie auf, als Sohn des Arztes James Cohn und der Else Rosenbaum. Die Familie musste 1938 aus Deutschland in die USA emigrieren. Cohn machte eine Lehre als Mechaniker, erhielt 1944 die amerikanische Staatsbürgerschaft und war von 1944 bis 1946 Soldat der US Navy. Er besuchte von 1948 bis 1951 das City College in New York City und studierte danach an der New School for Social Research, an der er 1956 promoviert wurde. Cohn heiratete 1951 Rita Pressner, sie hatten vier Kinder. Cohn jobbte neben dem Studium bei einer Wohnungsverwaltung. Ab 1956 lehrte er am Northland College in Ashland (Wisconsin) und ging 1960 als Assistant Professor an die University of British Columbia. 1973 wurde er dort zum Full Professor für Soziologie ernannt.
Cohn war der Autor des Buches The Gypsies (1973); auf Deutsch erschien seine Studie Religion und Gesellschaft in Entwicklungsländern (1969).